# Platydesma remyi
Hawai'i pilo kea (Platydesma remyi) là một loài thực vật thuộc họ Rutaceae. Đây là loài đặc hữu của hòn đảo Hawaii. Chúng hiện đang bị đe dọa vì mất môi trường sống.